# Женухин, Антон Владимирович
Антон Владимирович Женухин (род. 13 октября 1984 года, Московская область, РСФСР, СССР) — российский функционер в области искусства, член-корреспондент РАХ (2019).

## Биография
Родился 13 октября 1984 года в Московской области, живёт и работает в Москве.
В 2019 году — избран членом-корреспондентом Российской академии художеств от Отделения дизайна.
В 2006 году — окончил Российскую правовую академию Министерства юстиции Российской Федерации по специальности "юриспруденция, и 2007 году — аспирантуру там же.
Работает в Российской академии художеств: главный юрисконсульт (2006), заместитель начальника (2012), первый заместитель начальника Правового управления Российской академии художеств, член Научно-методического совета по художественному образованию.
Один из организаторов и модераторов научно-практических конференций Российской академии художеств, среди которых «Искусство и право: тенденции развития и формы интеграции» (2016).
Участвовал в разработке и реализации проектов Международной общественной организации «Московский Международный Фонд содействия ЮНЕСКО».

## Награды
Награды РАХ
- Медаль «За заслуги перед Академией» (2014)
- Дипломы РАХ (2013, 2018, 2022)
- Благодарности РАХ (2018, 2018, 2019, 2021)